# Taquarivaí
Taquarivaí est une municipalité brésilienne de l'État de São Paulo et la Microrégion d'Itapeva.